# Хлинча (Јаши)
Хлинча (рум. Hlincea) насеље је у Румунији у округу Јаши у општини Чуреа. Oпштина се налази на надморској висини од 104 m.

## Становништво
Према подацима из 2002. године у насељу је живело 200 становника, од којих су сви румунске националности.